# Little Man Tate (gruppo musicale)
I Little Man Tate sono stati un gruppo indie rock inglese formatosi a Sheffield nel 2005, e sono distribuiti dalle etichette  Yellow Van Records, V2 Records, Skint Records.

## Storia
Dopo diversi cambi di nome e di formazione nel corso degli anni precedenti John Windle (cantante e chitarrista) decise per Little Man Tate quando scorse lo spot del film Little Man Tate alla televisione mentre stava parlando al telefono con Ben Surtees (bassista).
Il sound della band è molto orecchiabile, di un rock leggero, con sonorità tipiche dell'indie rock di matrice anglosassone quasi tradizionali in Inghilterra (non per altro il gruppo fece parecchie serate sold-out in molti Pub inglesi). Un suono comune a molti altri gruppi insomma, facilmente accostabili a The Fratellis o The Cribs e, geograficamente, anche ai loro concittadini più famosi, gli Arctic Monkeys.
Il loro debutto in studio arrivò nel 2007 con l'album About What You Know che in quell'anno riesce ad arrivare sino al ventisettesimo posto nella classifica inglese degli album più venduti.
Il secondo album, Nothing Worth Having Comes Easy,esce invece nel 2008.
Nel 2009, dopo 4 anni di attività, numerosi concerti sold-out in molti pub e locali live inglesi, dopo due album e qualche singolo (Jenny Put the Record On ,traccia gratuita sul loro sito e l'ultimo I Am Alive) e dopo aver pianificato un terzo disco per lo stesso anno, di colpo il gruppo decide di sciogliersi ed andare ognuno per la propria strada.
L'ex-cantante chitarrista John Windle, ha recentemente dichiarato di voler intraprendere,  entro breve la carriera solista.

## Discografia
- About What You Know (2007)
- Nothing Worth Having Comes Easy (2008)